# Confessions on a Dance Floor
Confessions on a Dance Floor, het tiende album van Madonna, kwam op 11 november 2005 uit in Nederland en België. In de Verenigde Staten en Groot-Brittannië wordt het op 15 november uitgebracht. Het album is de opvolger van American Life uit 2003. Een dag voor de release, op 10 november, steeg de eerste single Hung Up van dit album naar de hoogste positie in de Nederlandse Top 40 en de Mega Top 50. Hung Up heeft zeven weken op die plaats gestaan.
In januari 2006 wordt het nummer Sorry als single uitgebracht. Het nummer bereikt de tweede plaats in de hitlijsten. Op 9 juni 2006 komt de derde single Get Together uit. In de VS krijgt deze single als B-kant I Love New York. De single komt tot een 13e plaats in de Top 40 en tot nummer 7 in de Mega Top 50. Op 18 juli maakt Warner Music bekend dat de vierde single van het album in september 2006 verschijnt: Jump. Dit nummer wordt ook gebruikt in de film The Devil Wears Prada.
Met Confessions on a Dancefloor gaat Madonna duidelijk terug naar haar roots: de dansvloer.

## Hitsingles
met hitnoteringen in de Nederlandse Top 40
| Single met eventuele hitnotering(en) in de Nederlandse Top 40 | Datum van verschijnen | Datum van binnenkomst | Hoogste positie | Aantal weken | Opmerkingen |
| ------------------------------------------------------------- | --------------------- | --------------------- | --------------- | ------------ | ----------- |
| Hung Up                                                       | 04-12-2005            | 05-11-2005            | 1(7wk)          | 20           | Alarmschijf |
| Sorry                                                         | 17-02-2006            | 11-02-2006            | 2               | 15           |             |
| Get Together                                                  | 02-06-2006            | 03-06-2006            | 13              | 8            |             |
| Jump                                                          | 03-11-2006            | 21-10-2006            | 6               | 10           |             |

## Tracklist: Gemixt Versie & Ongemixt Versie
1. Hung Up 5:36/5:37
Geschreven door Madonna, Stuart Price, Benny Andersson, and Björn Ulvaeus.
Geproduceerd door Madonna and Stuart Price.
2. Get Together 5:30/5:15
Geschreven door Madonna, Anders Bagge and Peer Astrom.
Produced by Madonna and Stuart Price.
3. Sorry 4:43/4:41
Geschreven en geproduceerd door Madonna and Stuart Price.
4. Future Lovers 4:51/5:01
Geschreven en geproduceerd door Madonna and Mirwais Ahmadzaï.
5. I Love New York 4:11/4:35
Geschreven en geproduceerd door Madonna and Stuart Price.
6. Let It Will Be 4:18/4:21
Geschreven door Madonna, Mirwais Ahmadzaï, and Stuart Price.
Geproduceerd door Madonna and Stuart Price.
7. Forbidden Love 4:25/4:22
Geschreven en geproduceerd door Madonna and Stuart Price.
8. Jump 3:46/3:58
Geschreven door Madonna, Joe Henry, and Stuart Price.
Geproduceerd door Madonna and Stuart Price.
9. How High 4:40/4:04
Geschreven door Madonna, Christian Karlsson, Pontus Winnberg, and Henrik Jonback.
Geproduceerd by Madonna, Bloodshy & Avant
Mede-geproduceerd door Stuart Price.
10. Isaac 6:03/5:59
Geschreven en geproduceerd door Madonna and Stuart Price.
Gesproken tekst door Yitzhak Sinwani.
11. Push 3:57/3:33
Geschreven en geproduceerd door Madonna and Stuart Price.
12. Like It Or Not 4:31/4:35
Geschreven door Madonna, Christian Karlsson, Pontus Winnberg, and Henrik Jonback.
Geproduceerd door Madonna and Bloodshy & Avant
Er is een aantal nummers bekend die niet op het album staan, maar wel zijn opgenomen tijdens de "Confessions-sessies". Op de limited edition van Confessions On A Dance Floor staat een dertiende nummer, Fighting Spirit. De leden van de officiële Madonna fanclub Madonna Icon kregen toegang tot Super Pop, en via de cd-single van Jump kunnen fans ook het tot dan toe onuitgebrachte nummer History beluisteren.

## Speciale editie
In 2006 is een speciale editie van het album uitgebracht, Confessions on a Dance Floor (Limited Edition). Deze editie bevat een fotoboek, een kladblok en drie extra tracks:
- 13 - Fighting spirit
- 14 - Super pop
- 15 - Fighting spirit (Extended edition)